# Lloyd Palun
Lloyd Palun (Arles, 28 novembre 1988) è un calciatore francese naturalizzato gabonese, centrocampista svincolato e della nazionale gabonese.

## Carriera

### Club
Nato ad Arles, cresce nel quartiere di Canto Perdrix di Martigues. Viene ingaggiato nelle giovanili del club locale e debutta in prima squadra nella stagione 2008-09. Col Martigues colleziona 17 presenze in Championnat National, la terza serie francese. Per la stagione successiva si aggrega al Trinité, club amatoriale di quarta divisione, con cui segna tre gol in sette partite.
Nel 2010 viene ingaggiato dalla squadra delle riserve del Nizza. Il 2 febbraio debutta tra i professionisti contro il Jeanne d'Arc de Drancy in Coppa di Francia. Il 25 aprile esordisce in Ligue 1 nella partita persa 4-2 al Vélodrome contro il Marsiglia e il giorno dopo firma il suo primo contratto professionistico. Dalla stagione 2012-13 sotto la guida tecnica di Claude Puel diventa un titolare fisso della formazione nizzarda, passando dal ruolo di centrocampista centrale a terzino destro. Con la maglia del Nizza colleziona complessivamente 74 presenze, marcando una rete.
Nel 2015 passa al Red Star, club parigino di seconda divisione, con cui disputa due stagioni. Nel 2017 si trasferisce in Belgio, al Cercle Bruges. A fine stagione vince il titolo di Seconda serie, venendo così promosso nella massima divisione belga. Il 13 agosto 2019 ritorna in Francia, al Guingamp.

### Nazionale
Nonostante sia nato in Francia decide di giocare per la nazionale gabonese, con la quale fa il suo debutto internazionale il 9 febbraio 2011, nell'amichevole vinta 2-0 contro la Repubblica Democratica del Congo.

## Statistiche

### Cronologia presenze e reti in nazionale
| Cronologia completa delle presenze e delle reti in nazionale ― Gabon | Cronologia completa delle presenze e delle reti in nazionale ― Gabon | Cronologia completa delle presenze e delle reti in nazionale ― Gabon | Cronologia completa delle presenze e delle reti in nazionale ― Gabon | Cronologia completa delle presenze e delle reti in nazionale ― Gabon | Cronologia completa delle presenze e delle reti in nazionale ― Gabon | Cronologia completa delle presenze e delle reti in nazionale ― Gabon | Cronologia completa delle presenze e delle reti in nazionale ― Gabon |
| Data                                                                 | Città                                                                | In casa                                                              | Risultato                                                            | Ospiti                                                               | Competizione                                                         | Reti                                                                 | Note                                                                 |
| -------------------------------------------------------------------- | -------------------------------------------------------------------- | -------------------------------------------------------------------- | -------------------------------------------------------------------- | -------------------------------------------------------------------- | -------------------------------------------------------------------- | -------------------------------------------------------------------- | -------------------------------------------------------------------- |
| 9-2-2011                                                             | Mantes-la-Ville                                                      | RD del Congo                                                         | 0 – 2                                                                | Gabon                                                                | Amichevole                                                           | -                                                                    | Uscita                                                               |
| 7-6-2021                                                             | Franceville                                                          | Gabon                                                                | 0 – 1                                                                | Gambia                                                               | Amichevole                                                           | -                                                                    | Uscita                                                               |
| 10-8-2011                                                            | Saint-Leu-la-Forêt                                                   | Gabon                                                                | 1 – 1                                                                | Guinea                                                               | Amichevole                                                           | -                                                                    |                                                                      |
| 6-9-2011                                                             | Libreville                                                           | Gabon                                                                | 1 – 0                                                                | Niger                                                                | Amichevole                                                           | -                                                                    |                                                                      |
| 7-10-2011                                                            | Cannes                                                               | Gabon                                                                | 2 – 0                                                                | Guinea Equatoriale                                                   | Amichevole                                                           | -                                                                    |                                                                      |
| 10-11-2011                                                           | Libreville                                                           | Gabon                                                                | 0 – 2                                                                | Brasile                                                              | Amichevole                                                           | -                                                                    | 78’                                                                  |
| 15-11-2011                                                           | Saint-Leu-la-Forêt                                                   | Ghana                                                                | 2 – 1                                                                | Gabon                                                                | Amichevole                                                           | -                                                                    |                                                                      |
| 16-1-2012                                                            | Franceville                                                          | Gabon                                                                | 0 – 0                                                                | Sudan                                                                | Amichevole                                                           | -                                                                    | 82’                                                                  |
| 23-1-2012                                                            | Libreville                                                           | Gabon                                                                | 2 – 0                                                                | Niger                                                                | Coppa d'Africa 2012 - 1º turno                                       | -                                                                    | 89’                                                                  |
| 27-1-2012                                                            | Libreville                                                           | Gabon                                                                | 3 – 2                                                                | Marocco                                                              | Coppa d'Africa 2012 - 1º turno                                       | -                                                                    | 89’                                                                  |
| 31-1-2012                                                            | Franceville                                                          | Gabon                                                                | 1 – 0                                                                | Tunisia                                                              | Coppa d'Africa 2012 - 1º turno                                       | -                                                                    |                                                                      |
| 5-2-2012                                                             | Libreville                                                           | Gabon                                                                | 1 – 1 dts (5 - 6 dtr)                                                | Mali                                                                 | Coppa d'Africa 2012 - Quarti di Finale                               | -                                                                    | 93’                                                                  |
| 3-6-2012                                                             | Niamey                                                               | Niger                                                                | 3 – 0                                                                | Gabon                                                                | Qual. Mondiali 2014                                                  | -                                                                    | 88’                                                                  |
| 9-6-2012                                                             | Libreville                                                           | Gabon                                                                | 1 – 0                                                                | Burkina Faso                                                         | Qual. Mondiali 2014                                                  | -                                                                    |                                                                      |
| 8-9-2012                                                             | Libreville                                                           | Gabon                                                                | 1 – 1                                                                | Togo                                                                 | Qual. Coppa d'Africa 2013                                            | -                                                                    |                                                                      |
| 14-10-2012                                                           | Lomé                                                                 | Togo                                                                 | 2 – 1                                                                | Togo                                                                 | Qual. Coppa d'Africa 2013                                            | -                                                                    |                                                                      |
| 22-3-2013                                                            | Brazzaville                                                          | Rep. del Congo                                                       | 1 – 0                                                                | Gabon                                                                | Qual. Mondiali 2014                                                  | -                                                                    |                                                                      |
| 7-9-2013                                                             | Ouagadougou                                                          | Burkina Faso                                                         | 1 – 0                                                                | Gabon                                                                | Qual. Mondiali 2014                                                  | -                                                                    |                                                                      |
| 5-3-2014                                                             | Marrakech                                                            | Marocco                                                              | 1 – 1                                                                | Gabon                                                                | Amichevole                                                           | -                                                                    |                                                                      |
| 6-9-2014                                                             | Libreville                                                           | Gabon                                                                | 1 – 0                                                                | Angola                                                               | Qual. Coppa d'Africa 2015                                            | -                                                                    |                                                                      |
| 10-9-2014                                                            | Maseru                                                               | Lesotho                                                              | 1 – 1                                                                | Gabon                                                                | Qual. Coppa d'Africa 2015                                            | -                                                                    | 46’                                                                  |
| 11-10-2014                                                           | Libreville                                                           | Gabon                                                                | 2 – 0                                                                | Burkina Faso                                                         | Qual. Coppa d'Africa 2015                                            | -                                                                    |                                                                      |
| 15-10-2014                                                           | Ouagadougou                                                          | Burkina Faso                                                         | 1 – 1                                                                | Gabon                                                                | Qual. Coppa d'Africa 2015                                            | -                                                                    |                                                                      |
| 15-11-2014                                                           | Luanda                                                               | Angola                                                               | 0 – 0                                                                | Gabon                                                                | Qual. Coppa d'Africa 2015                                            | -                                                                    |                                                                      |
| 19-11-2014                                                           | Libreville                                                           | Gabon                                                                | 4 – 2                                                                | Lesotho                                                              | Qual. Coppa d'Africa 2015                                            | -                                                                    |                                                                      |
| 9-1-2015                                                             | Dakar                                                                | Senegal                                                              | 1 – 0                                                                | Gabon                                                                | Amichevole                                                           | -                                                                    | 45’                                                                  |
| 17-1-2015                                                            | Bata                                                                 | Burkina Faso                                                         | 0 – 2                                                                | Gabon                                                                | Coppa d'Africa 2015 - 1º turno                                       | -                                                                    |                                                                      |
| 21-1-2015                                                            | Bata                                                                 | Gabon                                                                | 0 – 1                                                                | Rep. del Congo                                                       | Coppa d'Africa 2015 - 1º turno                                       | -                                                                    |                                                                      |
| 25-1-2015                                                            | Bata                                                                 | Gabon                                                                | 0 – 2                                                                | Guinea Equatoriale                                                   | Coppa d'Africa 2015 - 1º turno                                       | -                                                                    | 53’                                                                  |
| 25-3-2015                                                            | Bamako                                                               | Mali                                                                 | 3 – 4                                                                | Gabon                                                                | Amichevole                                                           | -                                                                    |                                                                      |
| 6-6-2015                                                             | Niamey                                                               | Niger                                                                | 2 – 1                                                                | Gabon                                                                | Amichevole                                                           | -                                                                    | 74’                                                                  |
| 5-9-2015                                                             | Libreville                                                           | Gabon                                                                | 4 – 0                                                                | Sudan                                                                | Amichevole                                                           | -                                                                    |                                                                      |
| 9-10-2015                                                            | Tunisi                                                               | Tunisia                                                              | 3 – 3                                                                | Gabon                                                                | Amichevole                                                           | -                                                                    |                                                                      |
| 12-10-2015                                                           | Mons                                                                 | Gabon                                                                | 1 – 2                                                                | RD del Congo                                                         | Amichevole                                                           | -                                                                    | 45’                                                                  |
| 28-5-2016                                                            | Sant Adrià de Besòs                                                  | Mauritania                                                           | 2 – 0                                                                | Gabon                                                                | Amichevole                                                           | -                                                                    |                                                                      |
| 4-6-2016                                                             | Abidjan                                                              | Costa d'Avorio                                                       | 2 – 1                                                                | Gabon                                                                | Amichevole                                                           | -                                                                    | 74’                                                                  |
| 2-9-2016                                                             | Khartoum                                                             | Sudan                                                                | 1 – 2                                                                | Gabon                                                                | Amichevole                                                           | -                                                                    |                                                                      |
| 6-9-2016                                                             | Illzach                                                              | Camerun                                                              | 2 – 1                                                                | Gabon                                                                | Amichevole                                                           | -                                                                    |                                                                      |
| 15-11-2016                                                           | Tunisi                                                               | Gabon                                                                | 1 – 1                                                                | Comore                                                               | Amichevole                                                           | -                                                                    |                                                                      |
| 14-1-2017                                                            | Libreville                                                           | Gabon                                                                | 1 – 1                                                                | Guinea-Bissau                                                        | Coppa d'Africa 2017 - 1º turno                                       | -                                                                    |                                                                      |
| 18-1-2017                                                            | Libreville                                                           | Gabon                                                                | 1 – 1                                                                | Burkina Faso                                                         | Coppa d'Africa 2017 - 1º turno                                       | -                                                                    |                                                                      |
| 22-1-2017                                                            | Libreville                                                           | Camerun                                                              | 0 – 0                                                                | Gabon                                                                | Coppa d'Africa 2017 - 1º turno                                       | -                                                                    | 73’                                                                  |
| 2-9-2017                                                             | Libreville                                                           | Gabon                                                                | 0 – 3                                                                | Costa d'Avorio                                                       | Qual. Mondiali 2018                                                  | -                                                                    |                                                                      |
| 5-9-2017                                                             | Bouaké                                                               | Costa d'Avorio                                                       | 1 – 2                                                                | Gabon                                                                | Qual. Mondiali 2018                                                  | -                                                                    | 34’, 45’                                                             |
| 11-11-2017                                                           | Franceville                                                          | Gabon                                                                | 0 – 0                                                                | Mali                                                                 | Qual. Mondiali 2018                                                  | -                                                                    |                                                                      |
| 14-11-2017                                                           | Franceville                                                          | Gabon                                                                | 1 – 1                                                                | Botswana                                                             | Amichevole                                                           | -                                                                    |                                                                      |
| 22-3-2018                                                            | Bangkok                                                              | Thailandia                                                           | 0 – 0                                                                | Gabon                                                                | Amichevole                                                           | -                                                                    | 83’                                                                  |
| 25-3-2018                                                            | Bangkok                                                              | Gabon                                                                | 1 – 0                                                                | Emirati Arabi Uniti                                                  | Amichevole                                                           | -                                                                    |                                                                      |
| 8-9-2018                                                             | Libreville                                                           | Gabon                                                                | 1 – 1                                                                | Burundi                                                              | Qual. Coppa d'Africa 2019                                            | -                                                                    |                                                                      |
| 11-9-2018                                                            | Libreville                                                           | Gabon                                                                | 0 – 1                                                                | Zambia                                                               | Amichevole                                                           | -                                                                    |                                                                      |
| 12-10-2018                                                           | Libreville                                                           | Gabon                                                                | 3 – 0                                                                | Sudan del Sud                                                        | Qual. Coppa d'Africa 2019                                            | -                                                                    |                                                                      |
| 16-10-2018                                                           | Giuba                                                                | Sudan del Sud                                                        | 0 – 1                                                                | Gabon                                                                | Qual. Coppa d'Africa 2019                                            | -                                                                    |                                                                      |
| 23-3-2019                                                            | Bujumbura                                                            | Burundi                                                              | 1 – 1                                                                | Gabon                                                                | Qual. Coppa d'Africa 2019                                            | -                                                                    |                                                                      |
| 10-10-2019                                                           | Saint-Leu-la-Forêt                                                   | Burkina Faso                                                         | 0 – 1                                                                | Gabon                                                                | Amichevole                                                           | -                                                                    |                                                                      |
| 15-10-2019                                                           | Tangeri                                                              | Marocco                                                              | 2 – 3                                                                | Gabon                                                                | Amichevole                                                           | -                                                                    |                                                                      |
| 14-11-2019                                                           | Kinshasa                                                             | RD del Congo                                                         | 0 – 0                                                                | Gabon                                                                | Qual. Coppa d'Africa 2021                                            | -                                                                    |                                                                      |
| 17-11-2019                                                           | Libreville                                                           | Gabon                                                                | 2 – 1                                                                | Angola                                                               | Qual. Coppa d'Africa 2021                                            | -                                                                    |                                                                      |
| 11-10-2020                                                           | Lisbona                                                              | Gabon                                                                | 0 – 2                                                                | Benin                                                                | Amichevole                                                           | -                                                                    |                                                                      |
| 12-11-2020                                                           | Franceville                                                          | Gabon                                                                | 2 – 1                                                                | Gambia                                                               | Qual. Coppa d'Africa 2021                                            | -                                                                    |                                                                      |
| 16-11-2020                                                           | Bakau                                                                | Gambia                                                               | 2 – 1                                                                | Gabon                                                                | Qual. Coppa d'Africa 2021                                            | -                                                                    |                                                                      |
| 25-3-2021                                                            | Franceville                                                          | Gabon                                                                | 3 – 0                                                                | RD del Congo                                                         | Qual. Coppa d'Africa 2021                                            | -                                                                    |                                                                      |
| 29-3-2021                                                            | Luanda                                                               | Angola                                                               | 2 – 0                                                                | Gabon                                                                | Qual. Coppa d'Africa 2021                                            | -                                                                    | 56’                                                                  |
| 1-9-2021                                                             | Bengasi                                                              | Libia                                                                | 2 – 1                                                                | Gabon                                                                | Qual. Mondiali 2022                                                  | -                                                                    | 87’                                                                  |
| 8-10-2021                                                            | Benguela                                                             | Angola                                                               | 3 – 1                                                                | Gabon                                                                | Qual. Mondiali 2022                                                  | -                                                                    |                                                                      |
| 11-10-2021                                                           | Franceville                                                          | Gabon                                                                | 2 – 0                                                                | Angola                                                               | Qual. Mondiali 2022                                                  | -                                                                    |                                                                      |
| 12-11-2021                                                           | Libreville                                                           | Gabon                                                                | 1 – 0                                                                | Libia                                                                | Qual. Mondiali 2022                                                  | -                                                                    |                                                                      |
| 16-11-2021                                                           | Alessandria d'Egitto                                                 | Egitto                                                               | 2 – 1                                                                | Gabon                                                                | Qual. Mondiali 2022                                                  | -                                                                    |                                                                      |
| 2-1-2022                                                             | Dubai                                                                | Burkina Faso                                                         | 3 – 0                                                                | Gabon                                                                | Amichevole                                                           | -                                                                    |                                                                      |
| 4-1-2022                                                             | Dubai                                                                | Mauritania                                                           | 1 – 1                                                                | Gabon                                                                | Amichevole                                                           | -                                                                    |                                                                      |
| 10-1-2022                                                            | Yaoundé                                                              | Gabon                                                                | 1 – 0                                                                | Comore                                                               | Coppa d'Africa 2021 - 1º turno                                       | -                                                                    |                                                                      |
| 18-1-2022                                                            | Yaoundé                                                              | Gabon                                                                | 2 – 2                                                                | Marocco                                                              | Coppa d'Africa 2021 - 1º turno                                       | -                                                                    |                                                                      |
| 23-1-2022                                                            | Limbe                                                                | Burkina Faso                                                         | 1 – 1 dts (8 - 7 dtr)                                                | Gabon                                                                | Coppa d'Africa 2021 - Ottavi di Finale                               | -                                                                    |                                                                      |
| 8-6-2022                                                             | Franceville                                                          | Gabon                                                                | 0 – 0                                                                | Mauritania                                                           | Qual. Coppa d'Africa 2023                                            | -                                                                    | 60’                                                                  |
| 17-11-2022                                                           | Adalia                                                               | Guinea-Bissau                                                        | 1 – 3                                                                | Gabon                                                                | Amichevole                                                           | -                                                                    | 46’                                                                  |
| 20-11-2022                                                           | Adalia                                                               | Gabon                                                                | 3 – 1                                                                | Niger                                                                | Amichevole                                                           | -                                                                    | 66’                                                                  |
| 23-3-2023                                                            | Franceville                                                          | Gabon                                                                | 1 – 0                                                                | Sudan                                                                | Qual. Coppa d'Africa 2023                                            | 1                                                                    | Cap.                                                                 |
| 27-3-2023                                                            | Omdurman                                                             | Sudan                                                                | 1 – 0                                                                | Gabon                                                                | Qual. Coppa d'Africa 2023                                            | -                                                                    |                                                                      |
| 18-6-2023                                                            | Libreville                                                           | Gabon                                                                | 0 – 2                                                                | RD del Congo                                                         | Qual. Coppa d'Africa 2023                                            | -                                                                    |                                                                      |
| Totale                                                               |                                                                      | Presenze                                                             | 79                                                                   |                                                                      | Reti                                                                 | 1                                                                    |                                                                      |

## Palmarès

### Club

#### Competizioni nazionali
- Tweede klasse: 1

Cercle Bruges: 2017-2018